# At the End
«At the End» es una canción de la agrupación estadounidense de música electrónica iiO. 
Luego del suceso que resultó ser Rapture, lanzaron su segundo sencillo el 20 de octubre de 2002. La canción fue incluida en el álbum debut de iiO, Poetica, lanzado en 2005.
El 28 de diciembre de 2010 se lanza At The End (Metropolitan Remixes) coincidiendo con la salida del nuevo álbum de iiO 'Exit 110' en 2011. También en 2010, la versión remixada por el productor holandés Hardwell fue incluida en la compilación de sus grandes éxitos de Nadia Ali Queen Of Clubs Trilogy: Diamond Edition.

## Lista de canciones

### Remixes oficiales
| N.º | Título                                        | Duración |  |
| 1.  | «At The End (Midnite Radio Edit)»             | 3:39     |  |
| 2.  | «At The End (Midnite Extended Mix)»           | 6:21     |  |
| 3.  | «At The End (Extended Alternative Mix)»       | 6:29     |  |
| 4.  | «At The End (Made Edit)»                      | 8:48     |  |
| 5.  | «At The End (Scumfrog Remix)»                 | 8:47     |  |
| 6.  | «At The End (Saeed & Palash Remix)»           | 9:42     |  |
| 7.  | «At The End (Johnny Vicious Remix)»           | 10:31    |  |
| 8.  | «At The End (Johnny Vicious Radio)»           | 4:05     |  |
| 9.  | «At The End (Johnny Vicious Radio Dub)»       | 9:55     |  |
| 10. | «At The End (Sat & Lee Howler Mix)»           | 11:03    |  |
| 11. | «At The End (Sat & Lee Howler Reprise)»       | 3:48     |  |
| 12. | «At The End (Jean-Claude Ades aka JCA Remix)» | 7:05     |  |
| 13. | «At The End (JCA Radio Edit)»                 | 3:48     |  |
| 14. | «At The End (Michael Woods Edit)»             | 3:19     |  |
| 15. | «At The End (Michael Woods Remix)»            | 7:26     |  |
| 16. | «At The End (UltraSun Remix)»                 | 7:31     |  |
| 17. | «At The End (Pascal F.E.O.S. Treatment)»      | 7:41     |  |
| 18. | «At The End (Fairlite Remix)»                 | 7:10     |  |
| 19. | «At The End (Frank Bailey 2005 Remix)»        | 7:58     |  |

### At The End (Metropolitan Mix)
| N.º | Título                         | Duración |  |
| 1.  | «At The End (Radio Edit)»      | 4:05     |  |
| 2.  | «At The End (Mixshow Edit)»    | 6:05     |  |
| 3.  | «At The End (Club Mix)»        | 6:07     |  |
| 4.  | «At The End (Metro Chill Mix)» | 5:19     |  |

## Posicionamiento en listas
| Listas (2003)                  | Mejor posición |
| ------------------------------ | -------------- |
| Dinamarca (Tracklisten)        | 16             |
| Finlandia (OFC)                | 13             |
| Irlanda (IRMA)                 | 45             |
| Reino Unido (UK Singles Chart) | 20             |